# Secrets (Robert Palmer)
Secrets è il quinto album discografico del cantante Robert Palmer, pubblicato nel 1979.

## Tracce
Tutte le tracce sono di Robert Palmer, tranne dove indicato.
1. Bad Case of Loving You (Doctor, Doctor) (Moon Martin) – 3:10
2. Too Good to Be True – 2:54
3. Can We Still Be Friends (Todd Rundgren) – 3:37
4. In Walks Love Again – 2:45
5. Mean Old World (Andy Fraser) – 3:33
6. Love Stop (John David) – 2:57
7. Jealous (Jo Allen) – 3:15
8. Under Suspicion (Dennis Linde, Alan Rush) – 3:25
9. Woman You're Wonderful (Jo Allen, Palmer) – 3:57
10. What's It Take? – 3:26
11. Remember to Remember – 3:30

## Classifiche
| Classifica    | Anno |
| ------------- | ---- |
| Billboard 200 | 19   |